# دبليو 67 (قنبلة نووية)
دبليو 67 هو رأس حربي نووي حراري أمريكي تم تطويره في منتصف الستينيات ولكن تم إلغائه قبل الإنتاج أو الخدمة في عام 1967.
كان المقصود من دبليو 67 أن يكون رأس حربي جديد للقذائف البرية والبحرية على حد سواء وتم تطوير التصميم من قبل مختبر لورانس ليفرمور الوطني.